# NK Gibarac '95 Čokadinci
NK Gibarac 95 hrvatski je nogometni klub iz Čepinskih Martinaca u Osječko-baranjskoj županiji.

## Povijest
Osnovali su ga 2002. izbjegli vojvođanski Hrvati iz Gibarca, po kojem je klub i dobio ime, a kojeg još čini broj 95 kao uspomena na 1995. godinu kao zadnju godinu egzodusa Gibarčana s rodnih ognjišta, što je bila posljedica progona Hrvata u Srbiji tijekom srpske agresije na Hrvatsku. Klub je osnovan kao nastavljač tradicije FK Borca (danas FK Sinđelić) iz Gibarca, osnovanog 1928. godine.